# Jökulsárlón
Jökulsárlón (islandska izgovorjava: [ˈjœːkʏlsˌaurˌlouːn] (); dobesedno »laguna ledeniške reke«) je veliko ledeniško jezero v južnem delu narodnega parka Vatnajökull na Islandiji. Jezero je nastalo ob vznožju ledenika Breiðamerkurjökull. Nastajati je začelo, ko se je ledenik začel umikati od roba celine, ki meji na Atlantski ocean. Jezero se je odtlej zaradi taljenja ledenika večalo z različnimi hitrostmi skozi čas. Danes je konec ledenika oddaljen okoli 8 km od roba oceana. Jezero zavzema površino okoli 18 km2. Leta 2009 so objavili, da gre za najgloblje jezero na Islandiji, z največjo globino 284 m. Z umikanjem ledenika  se meje jezera širijo. Od 70-ih let prejšnjega stoletja se je njegova velikost povečala za štirikrat.
Jezero je vidno s ceste 1, ki povezuje Höfn in Skaftafell. V jezeru plavajo modro obarvane ledene gore. Glavna turistična znamenitost je ledeniški jezik Breiðamerkurjökulla.
Na Jökulsárlónu so posneli štiri holivudske filme: Od tarče do smrti, James Bond: Umri kdaj drugič, Lara Croft: Tomb Raider in Batman: Na začetku, ter resničnostno oddajo Neverjetna dirka, in sicer del 6. sezone.  Leta 1991 so na Islandiji izdali znamko z vrednostjo 26 kron, ki prikazuje Jökulsárlón.